# Rio Vouga
O rio Vouga é um rio do centro de Portugal, que nasce a 930 metros de altitude, na serra da Lapa, mais concretamente no chamado Chafariz da Lapa, situado na freguesia de Quintela, concelho de Sernancelhe, Distrito de Viseu. 
No seu percurso banha diversas localidades, algumas das quais têm o seu nome intimamente ligado ao rio, como se verifica nos topónimos, Pessegueiro do Vouga, Sernada do Vouga, Sever do Vouga, Macinhata do Vouga, Mourisca do Vouga,Castanheira do Vouga, Valongo do Vouga,Arrancada do Vouga, Trofa do Vouga, Lamas do Vouga, Vouguinha e Vouga.
Para além destas povoações, e no sentido nascente-foz, o rio Vouga é fonte de riqueza e desenvolvimento de outras localidades, de que destacam Pinheiro, Vila Boa, Afonsim, Sátão, São Pedro do Sul, Vouzela, Oliveira de Frades, Pinheiro de Lafões, Paradela, Segadães, Eirol, São João de Loure e Angeja.
Pouco depois de passar a vila de Cacia, situada no concelho e distrito de Aveiro e a 7 quilómetros da sede de concelho e de distrito, as suas águas separam-se em inúmeros canais de terreno baixo e pantanoso, dando-se início à formação da Ria de Aveiro. 
O seu percurso é, predominantemente, feito de leste para oeste tendo um total de 148 quilómetros de extensão. 
Tem como afluentes principais os rios Caima e Sul, na margem direita, e Águeda, na margem esquerda. 
A sua bacia hidrográfica, contando com as pequenas bacias hidrográficas afluentes directas da Ria de Aveiro, cobre uma extensão de 3 635 km² e é confinada a Sul pela Serra do Buçaco e a Norte serras de Leomil, Montemuro, Lapa e
Freita.
À sua bacia hidrográfica pertence também a Pateira de Fermentelos.
Os principais rios da Bacia Hidrográfica são o próprio Vouga, o Águeda, o Cértima, o Cáster e o Antuã, na parte Norte, e o Boco e a Ribeira da Corujeira, a Sul.

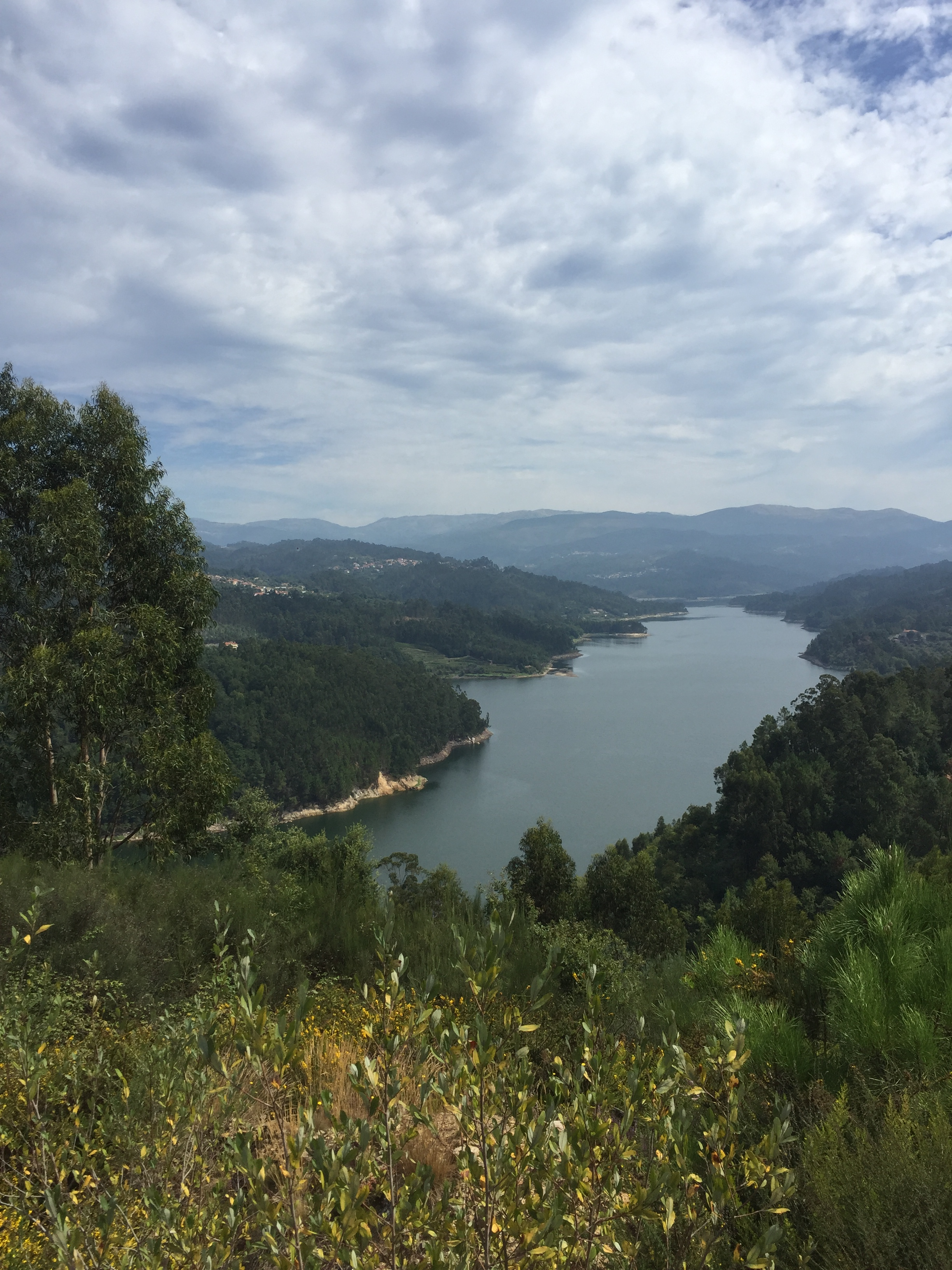
Lagoa artificial criada pela Barragem de Ribeiradio

É represado pela Barragem de Ribafeita e pelo complexo de Barragens Hidroelétricas Ribeiradio - Ermida.

## Afluentes
Na margem esquerda:
- Ribeira de Brazela
- Ribeira de Nelas
- Ribeira de Sanguinhedo
- Rio Troço
- Ribeira de Ribamá
- Rio Zela
- Ribeira do Preguinho
- Rio Frio
- Ribeira de Pias
- Ribeira da Gaia
- Ribeira da Alombada
- Ribeira do Soutelo
- Rio Marnel
- Rio Águeda

Na margem direita:
- Ribeiro de Vila Boa
- Ribeira do Rebentão
- Ribeira do Coito
- Ribeira da Várzea
- Rio de Mel
- Ribeira de Dolmeu ou de Searas
- Ribeira de Sobral
- Ribeira de Pinho
- Rio Sul
- Rio Varoso
- Ribeira de Fervença
- Rio Almoinha
- Ribeira de Vilarinho
- Rio Teixeira
- Rio Gresso ou Branco
- Rio Lordelo
- Ribeira de Pessegueiro
- Rio Mau
- Rio Caima